# Pozo ciego

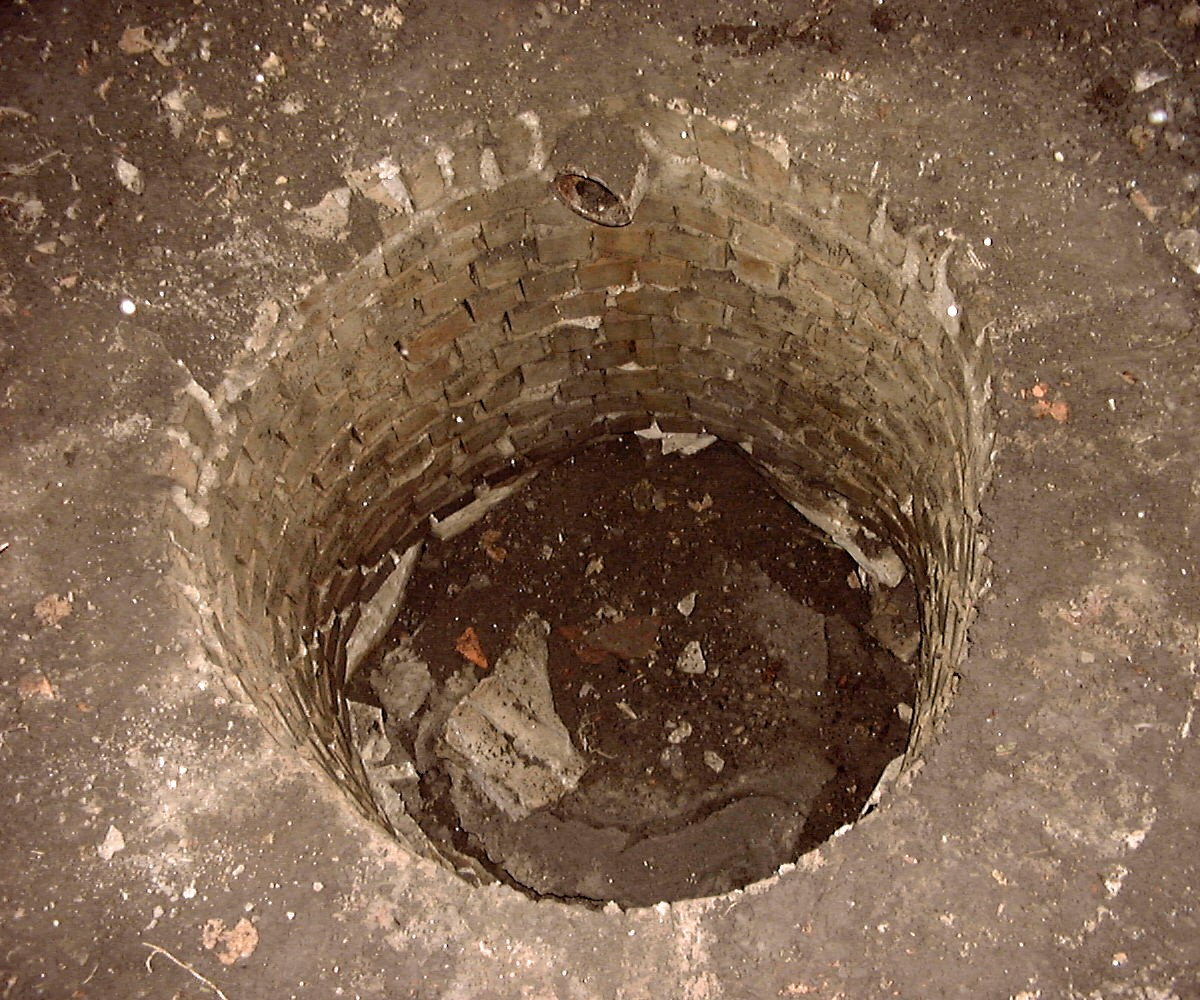
Un antiguo pozo ciego

Un pozo ciego o pozo negro  es una excavación en el terreno en forma de pozo, cubierto de paredes perforadas que recibe la descarga de las aguas negras. Mientras que la parte líquida se filtra en el terreno, la sólida queda retenida hasta que se descompone por efecto bacteriano. La profundidad máxima del pozo ciego está determinada por la capa freática; si el pozo llega hasta el nivel de la capa, la contamina.
A partir del siglo XIX, las legislaciones ambientales de distintos países impusieron limitaciones a la construcción de pozos negros. Su utilización fue restringida a zonas sin alcantarillado; en estos casos, es necesaria la construcción de una fosa séptica, que recibe las aguas negras, y donde se produce un tratamiento de los residuos y la decantación de la materia sólida. De la cámara séptica salen las aguas, con escasa materia sólida, que terminan en el pozo ciego.
La fosa séptica, a diferencia del pozo ciego, está construida con materiales impermeables y se debe vaciar periódicamente.